# ギドロプロエクト
ギドロプロエクト（ロシア語: Институт ≪Гидропроект≫、ラテン文字表記の例：Gidroproekt、または、ハイドロプロジェクト、Hydroproject）は、ロシアのダム、運河設計企業。モスクワに本社を置いているほか、ロシア国内各地に支店を置いている。 
ギドロプロエクトと、その前身機関（ソ連土地改良水利省など）は、1930年代からソビエト連邦とロシアで建造された水力発電用ダムと灌漑・輸送用運河の大部分を設計した。またソ連（ロシア）国内のみならず中国、インド、イラク、シリア、エジプトなどの親ソ連の諸外国におけるいくつかの大規模プロジェクトでも注目を集めた。しかしギドロプロエクト総裁セルゲイ・ヤコヴレヴィチ・ジューク（Сергей Яковлевич Жук）によるシベリアの河川を逆流してカザフスタン、中央アジアへの灌漑を企図した河川転流計画（Поворот сибирских рек）はゴルバチョフのペレストロイカ期に環境保護運動の高まりによって実現しなかった。

## 沿革
現在のギドロプロエクトの歴史は、1930年代のモスクワ運河建設プロジェクトの設計部と、トラスト「ギドロエレクトロストロイ」（Трест “Гидроэлектрострой”、「水力発電建設」企業合同の意）にまで遡ることができる。1930年10月9日、設立され第一次五ヶ年計画における水力発電用ダム建設を企画・調整した。両組織は、このあと、いくつかの変遷を経て1962年統合された。1950年までソ連内務省の監督下にあり、その後、エネルギー省の監督下に移行した。
ギドロプロエクトは、ソ連国内に支部を設置していた。支部の中でも特にレニングラード（現在のサンクトペテルブルク）支部は長い歴史を持ち、「レンギドロプロエクト」の名で知られていた。
ソビエト連邦の崩壊後の1990年代からギドロプロエクトは、統一エネルギーシステムの子会社となった。

## 主要プロジェクト

### ソ連時代
ダム:
- ヴォルガ川およびカマ川水系にあるダムのほとんど（ジグリ水力発電所などを参照）
- アンガラ川水系のダム、イルクーツク水力発電所（Irkutsk hydroelectric plant）、ブラーツク水力発電所（Bratsk hydroelectric plant、ウスチイリムスク水力発電所（Ust-Ilimsk hydroelectric plant）など
- エニセイ川 ダム: クラスノヤルスク水力発電ダム（w:Krasnoyarsk hydroelectric dam）、サヤノシュシェンスカヤ水力発電所
- イングリダム（ジョージア）
- ヌレークダム（ヌレクダム、タジキスタン）
- ログンダム（タジキスタン）
- トクトグルダム（キルギス）
- プリャヴィニャス水力発電プラント（ラトビア）
- リガ水力発電プラント（ラトビア）
- クルオニス揚水発電プラント（リトアニア）

運河:
- モスクワ運河
- ヴォルガ・ドン運河
- ヴォルガ・バルト水路

### ソ連国外[3]
- アスワンハイダム（エジプト）
- ジェンペグダム（カナダ、マニトバ州）
- パラナメディオダム（アルゼンチン、計画）
- 三門峽ダム（中国）
- マルカ・ヴァカナ・ダム（エチオピア）
- テーリダム（インド）
- アル・バグダーディーダム（イラク）
- ハディーサダム（イラク）
- ドカンダム（イラク）
- ジェルダプダム（ドナウ川、セルビア・ルーマニア間）
- タバカダム（ユーフラテスダム、シリア）
- ティシュリンダム（シリア）
- ホアビンダム（ベトナム、ホアビン省）
- オルモスダム（ペルー）